# Tjocknäbbad korp
Tjocknäbbad korp (Corvus crassirostris) är en kråkfågel som förekommer vid Afrikas horn. Tillsammans med korpen är det den största arten i familjen kråkfåglar, och därmed även i ordningen tättingar.

## Utseende och läte
Tjocknäbbad korp är en mycket stor kråkfågel som mäter 60–64 centimeter och har en vikt på 1,5 kilogram. Den har en mycket stor näbb som är ihoptryckt på sidorna och kraftigt krökt i profil vilket ger fågeln ett mycket karakteristiskt utseende. Näbben är svart med vit spets och har djupa nosfåror, endast täckta av lätta borst.
Denna kråkfågel har mycket korta fjädrar på huvud, hals och nacke, vilka på halsen och övre bröstet har en oljig brun glans. Resten av fågeln är glansigt svart förutom en distinkt vit fläck korta fjädrar på nacken. Den har flera läten, däribland ett strävt nasalt kraxande.

## Utbredning och habitat

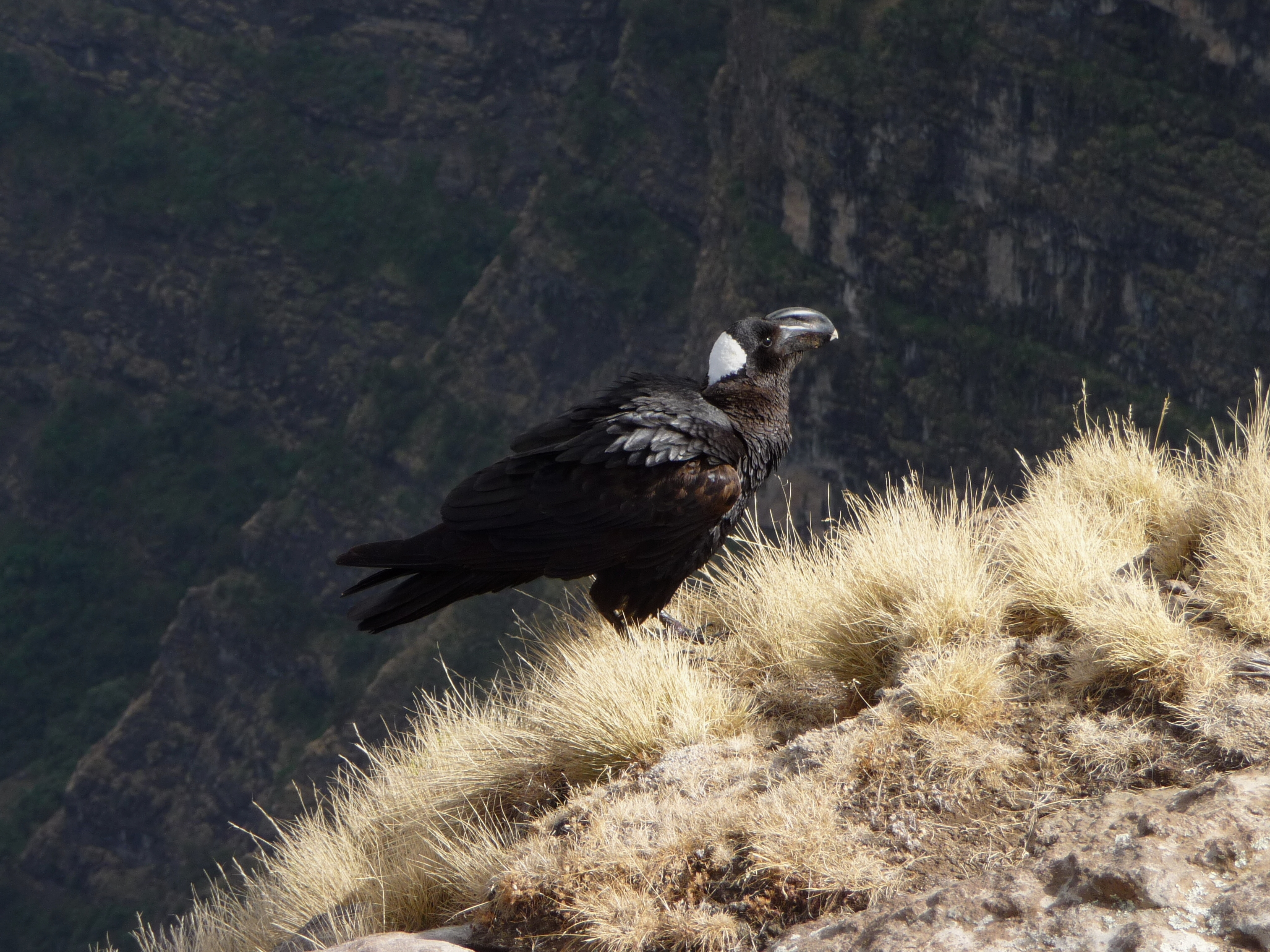

Denna art är utbredd i Eritrea och Etiopien och bebor berg och högplatå på höjder från 1500 till 3400 meter.

## Ekologi

### Föda
Den tjocknäbbade korpen är allätare och äter larver, skalbaggslarver från djurspillning, as, köttbitar och människors mat. Det har observerats att den har tagit växande vete. När den födosöker i avföring, då har den setts använda en distinkt mejande rörelse för att sprida avföringen och plocka ut larverna.

### Häckning
Den bygger bon i träd och på klippor, synbarligen av pinnar liksom den likartade vitnackade korpen. Den lägger tre till fem ägg.

## Status och hot
Arten har ett stort utbredningsområde och en stor population med stabil utveckling. Utifrån dessa kriterier kategoriserar IUCN arten som livskraftig (LC). Världspopulationen har inte uppskattats men den beskrivs som relativt vanlig.